# Abnahmeverpflichtung
Eine Abnahmeverpflichtung ist in der Wirtschaft die von einer Vertragspartei übernommene Verpflichtung zur Abnahme von Lieferungen oder Leistungen. 

## Allgemeines
Bei Verträgen, in denen eine Leistung Zug um Zug vorgesehen ist (wie etwa beim Kaufvertrag) spielt die Abnahmeverpflichtung keine große Rolle, weil die Abnahme sofort mit der Gegenleistung zu erfüllen ist. Hat jedoch beispielsweise der Lieferant seine Leistung erbracht und sein Abnehmer den Kaufpreis noch nicht bezahlt, besitzt der Lieferant aufgrund seines Lieferantenkredits ein Zahlungsrisiko. Um dies zu vermeiden, regelt das Gesetz diese Form der Abnahmeverpflichtung.

## Fälle
Beim Kaufvertrag ist gemäß § 433 Abs. 2 BGB der Käufer verpflichtet, dem Verkäufer den vereinbarten Kaufpreis zu zahlen und die gekaufte Sache abzunehmen. Der Werkvertrag sieht in § 640 Abs. 1 BGB vor, dass der Auftraggeber zur Abnahme verpflichtet ist, sobald das Werk mangelfrei erstellt ist. Mit der Abnahme bringt der Auftraggeber zum Ausdruck, dass er die Werkleistung im Wesentlichen als vertragsgemäß anerkennt. Mit dieser Abnahme ist auch die Vergütung fällig (§ 641 Abs. 1 BGB), und der Gefahrübergang tritt ein (§ 644 Abs. 1 BGB). Abnahmefristen nach Empfang der Gegenleistung sind nur in den Grenzen des § 271a BGB zulässig. Abnahmeverpflichtungen liegen implizit auch bei Bierlieferungsvertrag, Rahmenvertrag, Sukzessivlieferungsvertrag oder Werklieferungsvertrag oder sonstigen Dauerschuldverhältnissen vor. So geht bei einer Buchgemeinschaft das Mitglied die Verpflichtung ein, eine Mindestzahl von Büchern innerhalb eines bestimmten Zeitraumes (etwa im Quartal) zu erwerben.
Im Bankwesen enthält die Kreditzusage meist eine Abnahmefrist, innerhalb der ein Kreditnehmer den Kredit abrufen, also in Anspruch nehmen muss. Nimmt der Kreditnehmer das Darlehen abredewidrig nicht ab, dann hat der Kreditgeber einen Anspruch auf Nichtabnahmeentschädigung. Diese Abnahmeverpflichtung ist rechtlich gleichzeitig eine Forderung gegen den Kreditgeber, die abtretbar und auch pfändbar ist. Aus Fazilitäten (Kreditlinien), die Kreditinstitute als Underwriter ihren – mit erstklassiger Bonität versehenen – Firmenkunden zwecks Emission von nicht börsenfähigen Geldmarktpapieren (englisch notes) zur Verfügung stellen, können Abnahmeverpflichtungen für die Institute im Falle der Nichtplatzierung resultieren, die gemäß § 27 RechKredV als Eventualverbindlichkeiten zu passiveren sind.
Übertragungsnetzbetreiber müssen gemäß § 11 Abs. 1 EEG den gesamten Strom aus erneuerbaren Energien oder aus Grubengas, der in einer Veräußerungsform nach § 21b Abs. 1 EEG veräußert wird, unverzüglich vorrangig physikalisch abnehmen. 
Das Junktimgeschäft (englisch advance purchase) ist ein internationales Kompensationsgeschäft, das durch einen ringförmigen Tauschhandel zwischen drei oder mehr Staaten gekennzeichnet ist. Der Exporteur liefert Waren an einen Importeur gegen Devisen. Der Exporteur muss jedoch eine Abnahmeverpflichtung für Waren des Importeurs als Kopplungsgeschäft eingehen, die der Exporteur mangels Bedarf an einen anderen Käufer veräußert.

## Staatliche Abnahmegarantien
Abnahmegarantien sind rechtlich keine echten Garantien, weil sie durch den Verpflichteten selbst und nicht durch einen Dritten abgegeben werden. Ist jedoch der Staat der Verpflichtete, liegt wirtschaftlich eine Garantie vor. Bei nicht funktionierenden Märkten wie etwa dem Agrarmarkt greift der Staat im Rahmen des Staatsinterventionismus als Nachfrager ein, indem er zur Stabilisierung der Agrarpreise einen Mindestpreis festlegt (Interventionspreis) oder das Angebot durch Senkung von Agrarsubventionen verringert. Daraus kann eine Überproduktion entstehen („Butterberg“), die mit hohen Lagerkosten verbunden ist. Wird der Mindestpreis durch den vorhandenen Angebotsüberhang unterschritten, muss der Staat aufgrund seiner Abnahmegarantie das Agrarprodukt solange aufkaufen, bis der Mindestpreis erreicht wird.